# Himmelreich (Neustadt am Rübenberge)
Das Dorf Himmelreich bildet mit dem Dorf Empede zusammen die Ortschaft Empede-Himmelreich und ist ein Stadtteil von Neustadt am Rübenberge in der niedersächsischen Region Hannover.

## Geografie
Der Ort Himmelreich liegt ca. zwei Kilometer nördlich der Kernstadt Neustadts und wird von der Bundesstraße 6 im Westen und der Bahnstrecke Wunstorf–Bremen im Osten eingeschlossen.

## Geschichte
Den Namen erhielt das Dorf nach einer Legende, nach der Reisende auf dem Weg von Bremen nach Hannover durch das düstere Moor die kleine Ansiedlung mit der Poststation als „das Himmelreich“ bezeichneten. Neustädter Briefmarkensammler beantworten zu Weihnachten regelmäßig die Post, die von Kindern an den Weihnachtsmann im Himmelreich geschickt werden.
Am 1. März 1974 wurde durch eine Gebietsreform die bis dahin selbständige Gemeinde Empede in die Stadt Neustadt am Rübenberge eingegliedert. Seitdem gehört auch Himmelreich zu Neustadt.
Am 15. November 2009 wurde Fußballnationaltorwart Robert Enke auf dem Friedhof von Empede-Himmelreich beerdigt.

## Politik

### Ortsrat
Der gemeinsame Ortsrat von Mariensee, Empede/Himmelreich und Wulfelade setzt sich aus zwei Ratsfrauen und sieben Ratsherren zusammen. Im Ortsrat befinden sich zusätzlich 19 beratende Mitglieder.
Sitzverteilung:
- CDU: 6 Sitze
- SPD: 3 Sitze

(Stand: Kommunalwahl 11. September 2016)

### Ortsbürgermeister
Der Ortsbürgermeister ist Heinrich Zieseniß (CDU). Sein Stellvertreter ist Heinrich Dettmering (CDU). (Stand: 2016)

### Wappen
Das Kommunalwappen von Empede/Himmelreich ist nach einer Idee und einem Entwurf von dem Autor Herbert Büsing aus Empede und von dem Neustädter Künstler und Gewerbelehrer Fritz R. Sackewitz im Jahre 1985 erstellt worden.
| Wappen von Himmelreich | Blasonierung: „Rot : Blau geteilt; oben über einem schräglinksgeöffneten goldenen Schlagbaum, der oben viermal und unten dreimal abwechselnd geastet ist, eine goldene Pflugschar; unten die untere Hälfte eines goldenen Wassermühlrades.“ |
| Wappen von Himmelreich | Wappenbegründung: Das blaue Feld deutet auf den Wasserfluss der Leine hin. Das halbe Mühlrad ist ein Sinnbild für die vor etwa 600 Jahren am heutigen Standort erbauten Wassermühle, die bis Anfang 1800 Eigentum des Klosters Mariensee war. Das mittlere Mühleisen steht für den damals einmal im Ort vorkommenden Vollmeierhof, die Anzahl der Wasserschaufeln für neun Halbmeierhöfe, die Verstrebungen des Mühlrades für sechs „Großköthnerhöfe“ und die Eisenbolzen für zehn „Koth- und Brinksitzerhöfe“. Für Jahrhunderte bildeten diese 26 Hofstellen die Gemeinde Empede. Die im roten Feld abgebildete Pflugschar symbolisiert den landwirtschaftlichen Charakter des Dorfes. Der Schlagbaum erinnert an das frühere Zoll- und Wegehaus in Himmelreich an der alten Post- und Heerstraße Hannover – Bremen, die sieben Äste an die dortigen ersten sieben Feuerstellen. |

### Flagge
Als Flaggengrund dienen die übereinander angeordneten Farben Rot/Gold/Blau. In der Flaggenmitte liegt der Wappenschild des Ortes.
Die Flagge wurde im Jahre 2014 in Himmelreich entworfen. Ihre Farben sind an das bestehende Wappen angelehnt. Die Farben Rot und Gold sind auch die Grundfarben der Flagge der Region Hannover. Die Farbe Blau stellt den Fluss der Leine dar. Das Wappen wurde von der mittleren Teilung vollständig umrahmt. Die Farbeinteilung entspricht, wie schon das vorher entstandene Wappen, den vorgegebenen heraldischen Farbregeln.

## Persönlichkeiten
- Georg Backhaus (1870–nach 1949), Landschafts-, Genre- und Porträtmaler